# Antimony
Antimony és una població dels Estats Units a l'estat de Utah. Segons el cens del 2000 tenia 122 habitants.

## Demografia
Segons el cens del 2000, Antimony tenia 122 habitants, 40 habitatges, i 32 famílies. La densitat de població era de 4,7 habitants per km².
Dels 40 habitatges en un 40% hi vivien nens de menys de 18 anys, en un 65% hi vivien parelles casades, en un 10% dones solteres, i en un 20% no eren unitats familiars. En el 15% dels habitatges hi vivien persones soles el 10% de les quals corresponia a persones de 65 anys o més que vivien soles. El nombre mitjà de persones vivint en cada habitatge era de 2,95 i el nombre mitjà de persones que vivien en cada família era de 3,34.
Per edats la població es repartia de la següent manera: un 35,2% tenia menys de 18 anys, un 4,1% entre 18 i 24, un 23% entre 25 i 44, un 18,9% de 45 a 60 i un 18,9% 65 anys o més.
L'edat mediana era de 37 anys. Per cada 100 dones de 18 o més anys hi havia 125,7 homes.
La renda mediana per habitatge era de 22.500 $ i la renda mediana per família de 24.000 $. Els homes tenien una renda mediana de 12.250 $ mentre que les dones 21.250 $. La renda per capita de la població era de 7.939 $. Entorn del 10% de les famílies i el 18,7% de la població estaven per davall del llindar de pobresa.

## Poblacions més properes
El següent diagrama mostra les poblacions més properes.